# تركيب نموذج خطي
تركيب نموذج خطي Linear Model Structure هو أي تركيب يمكنه أن يطابق الصيغة
{\displaystyle y(t)=G(q^{-1})u(t)+H(q^{-1})e(t)}
حيث تمثل كل من G وH دوال نقل تعمل على معامل التأخير الزمني q−1.
- الدالة تمثل إشارة ضوضاء بيضاء، وهي غير معتمدة على المدخلات السابقة. في حالة كون النظام متعدد المدخلات ومتعدد المخرجات،
- عبارة عن متجهات وكل من الدوال G وH عبارة عن مصفوفات متعددة الحدود بالنسبة لمعامل التأخير الزمني q−1.

## اقرأ أيضا
- قلاب
- القلاب t